# جبهة المقاومة
جبهة المقاومة هي منظمة مسلحة تشارك بنشاط في التمرد في جامو وكشمير، صُنِّفَت كمنظمة إرهابية في الهند. يعتقد الحكومة الهندية أن المنظمة تأسست على يد جماعة لشكر طيبة، وهي فرع من هذه الجماعة الجهادية المتمردة المعترف بها دوليًا. تتحمل الجبهة مسؤولية الهجمات على المدنيين، بما في ذلك أفراد من الأقليات الدينية مثل الكشميريين الهندوس، والموظفين الحكوميين، والعمال وأصحاب الأعمال، والسياسيين المحليين، والسياح، بالإضافة إلى العديد من الهجمات على القوات الأمنية الهندية، بما في ذلك رجال الشرطة المحليين.
تأسست الجبهة باستخدام كوادر من الجماعات المتمردة لشكر طيبة وحزب المجاهدين في أعقاب إلغاء الوضع الخاص لجامو وكشمير في عام 2019. تستخدم الجبهة تسميات ورموزًا غير دينية لإظهار صورة علمانية، لكنها نفذت عمليات قتل مستهدفة للسكان المحليين من الأقليات الدينية. تمتلك الجبهة حضورًا كبيرًا على وسائل التواصل الاجتماعي